# ABC (Band)
ABC ist eine 1980 gegründete britische Pop-Band aus Sheffield, die in den 1980er Jahren mit Songs wie The Look of Love und When Smokey Sings bekannt wurde. Seit 1997 ist ABC das Soloprojekt von Sänger und Gründer Martin Fry, der mit wechselnden Musikern zusammenarbeitet.

## Geschichte

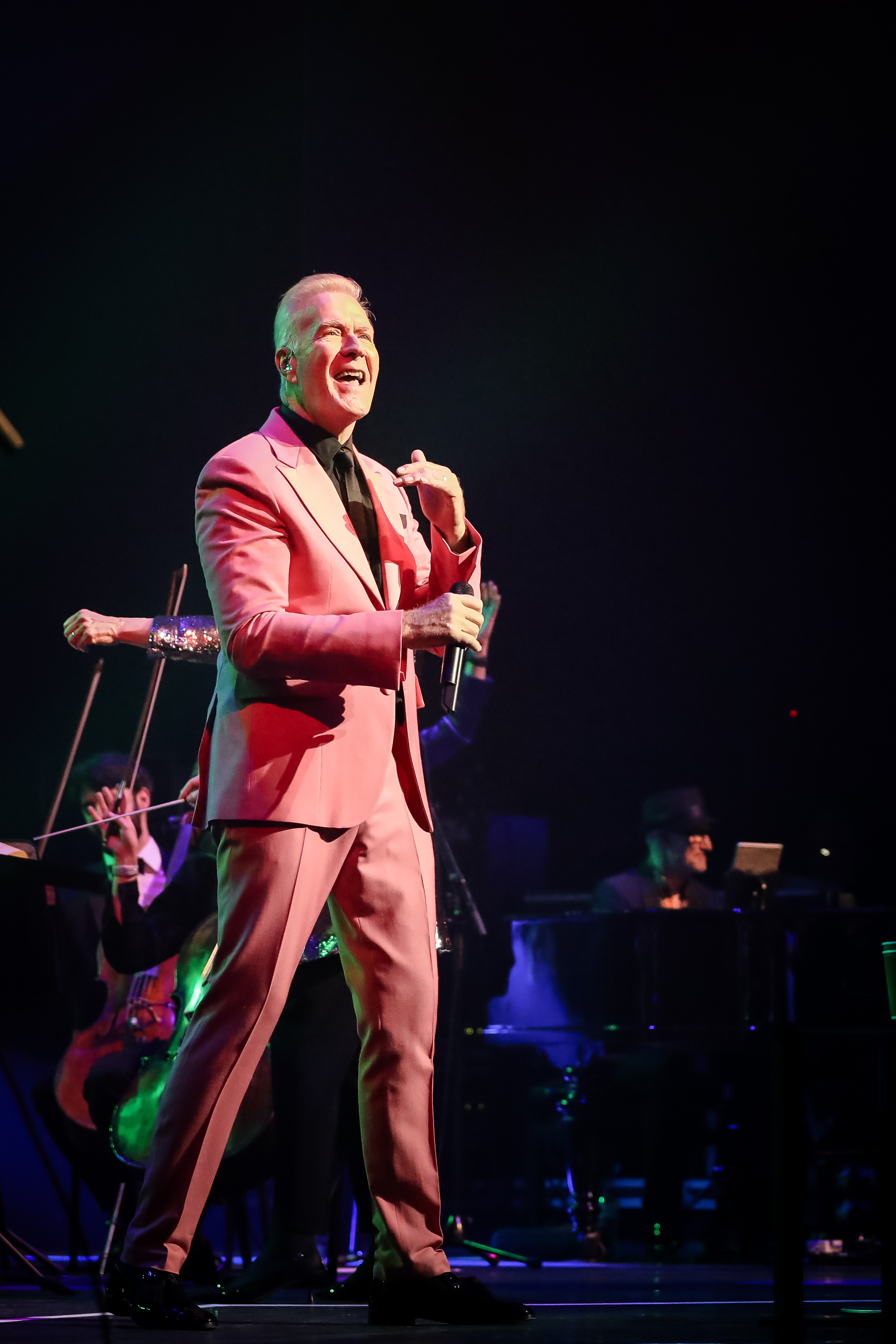
Sänger Martin Fry (2023)

ABC wurde 1980 in Sheffield gegründet, nachdem Martin Fry die beiden Musiker der Band Vice Versa, Mark White und Stephen Singleton, im Rahmen eines Interviews für sein Fan-Magazin Modern Drugs kennengelernt hatte und von diesen eingeladen wurde, als Sänger in deren Elektropop-Band mitzuarbeiten. Schon bald übernahm Fry durch seine Präsenz als Sänger und die von ihm geschriebenen Lieder die künstlerische Kontrolle über die Band. Mit den Musikern Mark Lickley und David Robinson war die Besetzung komplett, wobei letzterer schon vor Aufnahme des ersten Albums durch den Schlagzeuger David Palmer ersetzt wurde.
Ihre erste Single Tears Are Not Enough (noch mit Robinson am Schlagzeug) erreichte 1981 eine Platzierung in den britischen Top 20, 1982 gelangten mit den Singles Poison Arrow, The Look of Love und All of My Heart drei Top-10-Chartplatzierungen innerhalb von sieben Monaten. Der insgesamt bisher größte Erfolg der Gruppe: Im selben Jahr erreichte das von Trevor Horn produzierte Album The Lexicon of Love (u. a. mit dem Lied Valentine’s Day) die Spitze der britischen Albumcharts.
Doch für ABC blieben weitere Erfolge in der Dimension von Lexicon of Love aus. Vor der Veröffentlichung des zweiten Albums Beauty Stab verließ Mark Lickley die Band, an den Erfolg des Erstlingswerks konnte nicht angeschlossen werden. Lediglich die Single That Was Then but This Is Now erreichte kurzzeitig eine Top-20-Platzierung. Auch die zweite Auskopplung aus dem Album, S.O.S, blieb weit hinter den Erfolgen der ersten Singles zurück. David Palmer verließ nach Abschluss der Studioaufnahmen die Band, um mit Ryūichi Sakamotos Techno-Band Yellow Magic Orchestra zusammenzuarbeiten. 1984 ging auch Stephen Singleton eigene Wege.
Martin Fry und Mark White arbeiteten fortan als Duo weiter, unterstützt von häufig wechselnden Studiomusikern. Für ihr 1985 veröffentlichtes Album How to Be a Zillionaire holten Fry und White aus eher optischen Gründen David Yarritu und Fiona „Eden“ Russell-Powell in die Band. Der erhoffte Erfolg blieb weitestgehend aus, trotz des ersten Top-10-Hits in Amerika, Be Near Me schaffte man es zuhause nicht unter die Top 20. Weitere Auskopplungen aus dem Album waren Vanity Kills, How to Be a Millionaire und Ocean Blue.
1987 erschien die Single When Smokey Sings. Mit dieser Hommage an den Soul-Sänger Smokey Robinson gelang ABC erstmals wieder ein Hit. Das Album Alphabet City wurde veröffentlicht und von Musikkritikern hoch gelobt und mit dem erfolgreichen Lexicon of Love verglichen. Die weiteren Auskopplungen The Night You Murdered Love und King Without a Crown erreichten lediglich Chartplatzierungen im Mittelfeld. The Night You Murdered Love wurde allerdings der größte Single-Erfolg der Band in Deutschland.
Im Jahr 1989 vollzog ABC erneut eine Veränderung in ihrem Musikstil: Mit dem Album Up beschritt die Gruppe nun die Pop-House-Schiene. Als Singles wurden One Better World und The Real Thing veröffentlicht, ohne jedoch von der Musikwelt sonderlich wahrgenommen zu werden.
1990 beendete Neutron Records die Zusammenarbeit mit ABC und veröffentlichte das Best-of-Album Absolutely, das alle Erfolge der Band vereinte.
Mitte 1991 erschien Abracadabra auf dem Label Parlophone. ABC lieferte mit Love Conquers All und Say It zwei mäßig erfolgreiche Dancefloor-Hits ab. 1992 löste sich die Band auf, und es wurde zunächst ruhig um die beiden Musiker. Mark White hat ABC und die Musik inzwischen an den Nagel gehängt und arbeitet als Reiki-Lehrer.
Martin Fry spielte zusammen mit dem Gitarristen Keith Lowndes und dem Heaven-17-Sänger Glenn Gregory unter dem Namen Magic Skulls einige eher experimentelle Dance-Songs ein, die letztlich nicht veröffentlicht wurden.
Ab 1997 arbeitete Martin Fry im Alleingang unter dem Bandnamen ABC. Mit Unterstützung von Glenn Gregory erschien das Album Skyscraping. Mit Seven Day Weekend lieferte ABC erstmals ein Lied zu einem Soundtrack, das auch auf dem Album mit enthalten ist. Als Singles erscheinen: Stranger Things, Skyscraping und Rolling Sevens.
In der kompletten ABC-Geschichte waren Live-Auftritte eher selten, daher entschloss Fry sich 1999, auf dem Independent-Label Blatant Records Aufzeichnungen der Skyscraping-Tournee unter dem Titel Lexicon of Live als CD zu veröffentlichen.
Im Jahr 2001 begannen neue Studioaufnahmen, Peace and Tranquility sollte als Single veröffentlicht werden, wurde jedoch kurz vor der Veröffentlichung ohne Nennung von Gründen wieder zurückgezogen, nur wenige Exemplare gelangten in den Verkauf. Das Stück wird zusammen mit dem neuen Lied Blame auf der weiteren Kompilation Look of Love – The Very Best of ABC veröffentlicht.
Im Jahr 2004 versuchte der Fernsehsender VH-1, die Band in ihrer Originalbesetzung für einen einmaligen Auftritt im Rahmen der Sendung Bands Reunited wiederzuvereinigen. Der Auftritt fand statt, allerdings nahmen von der Originalbesetzung lediglich Martin Fry und der Schlagzeuger David Palmer daran teil. Zusammen mit anderen Musikern aus den 1980er Jahren ist Martin Fry auch heute noch mit den ABC-Hits auf Tournee, unter anderem mit Tony Hadley, dem Sänger der Band Spandau Ballet, zu deren gemeinsamer Tour auch eine Live-CD und eine Live-DVD veröffentlicht wurden.

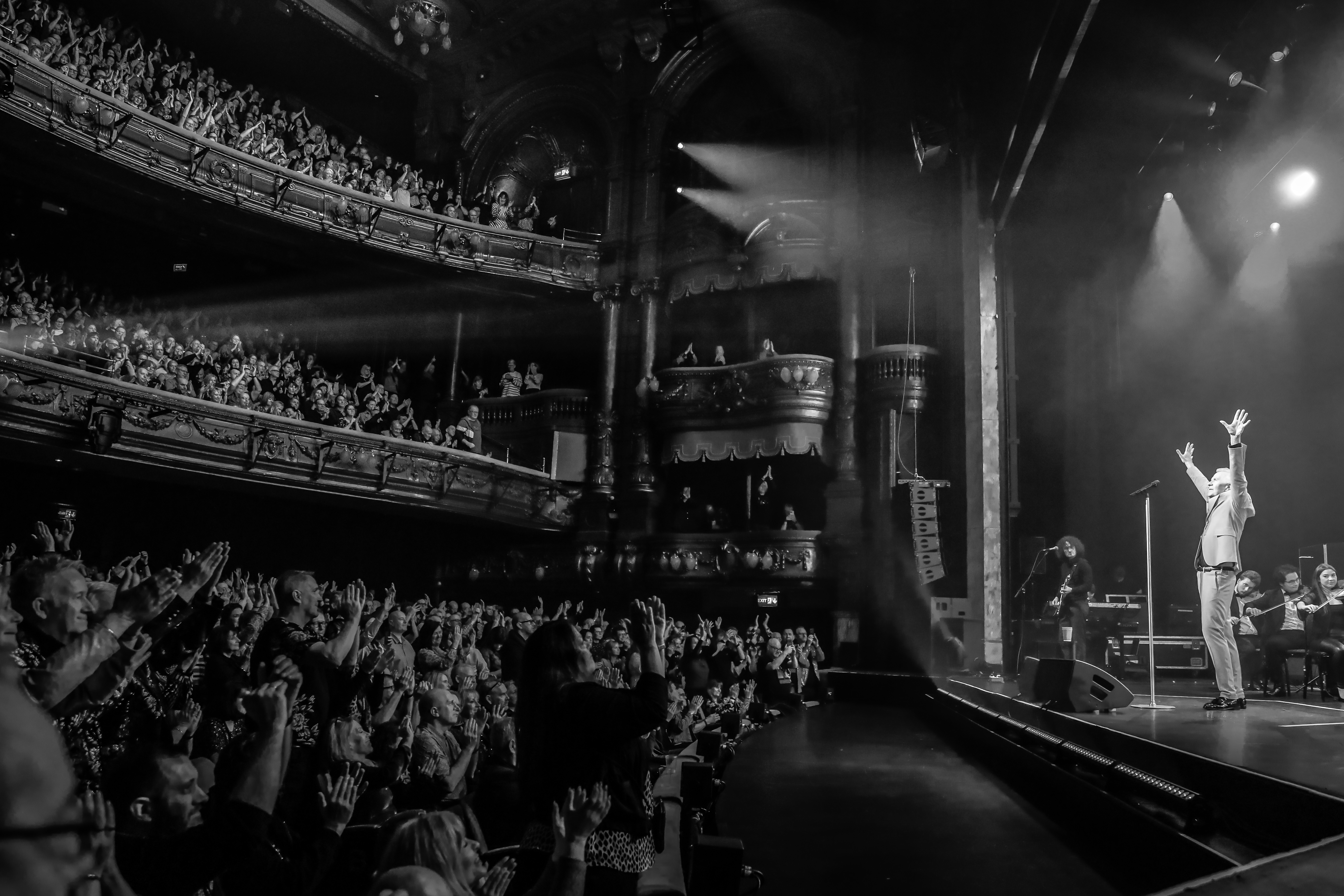
ABC (2023)

Am 14. April 2008 erschien in Großbritannien wie auch auf mehreren Download-Plattformen das achte Studioalbum Traffic. Neben Martin Fry war von der Urformation der Band auch David Palmer an der Produktion des Albums beteiligt.
Nach achtjähriger Pause brachte ABC, inzwischen wieder auf Martin Fry als einziges ursprüngliches Mitglied der Band reduziert, am 27. Mai 2016 das neunte Studioalbum auf den Markt. Der Titel The Lexicon of Love II nimmt ausdrücklich Bezug auf die erste Veröffentlichung aus dem Jahr 1982. Gleiches gilt für die Gestaltung des Albumcovers. Anne Dudley übernahm – wie schon beim Debütalbum – die Orchestrierung der Songs. Die Lieder Viva Love und Kiss Me Goodbye waren bereits als Bonustracks zur Downloadversion des Albums Abracadabra, allerdings in anderer Fassung, veröffentlicht worden.
Anlässlich des 40-jährigen Jubiläums von The Lexicon of Love erscheint 2023 eine Spezial-Edition der LP, auf der Remixe, Live-Versionen und eine BluRay von Mantrap enthalten sind. Auch erscheint The Lexicon of Live als wiederaufgeführte Orchesterversion.

## Trivia
Dem Debütalbum Lexicon of Love von 1982 kam in dem im Jahr 2004 erschienenen Roman Kommste, willste, kriegste von Martin Eichhorn eine Schlüsselrolle zu.

## Diskografie

### Studioalben
| Jahr | Titel                      | Höchstplatzierung, Gesamtwochen, AuszeichnungChartplatzierungen (Jahr, Titel, Platzierungen, Wochen, Auszeichnungen, Anmerkungen) | Höchstplatzierung, Gesamtwochen, AuszeichnungChartplatzierungen (Jahr, Titel, Platzierungen, Wochen, Auszeichnungen, Anmerkungen) | Höchstplatzierung, Gesamtwochen, AuszeichnungChartplatzierungen (Jahr, Titel, Platzierungen, Wochen, Auszeichnungen, Anmerkungen) | Höchstplatzierung, Gesamtwochen, AuszeichnungChartplatzierungen (Jahr, Titel, Platzierungen, Wochen, Auszeichnungen, Anmerkungen) | Höchstplatzierung, Gesamtwochen, AuszeichnungChartplatzierungen (Jahr, Titel, Platzierungen, Wochen, Auszeichnungen, Anmerkungen) | Anmerkungen                             |
| Jahr | Titel                      | DE | AT | CH | UK | US | Anmerkungen                             |
| ---- | -------------------------- | --- | --- | --- | --- | --- | --------------------------------------- |
| 1982 | The Lexicon of Love        | DE23 (19 Wo.)DE | — | — | UK1 Platin · (51 Wo.)UK | US24 Gold · (39 Wo.)US | Erstveröffentlichung: 25. Juni 1982     |
| 1983 | Beauty Stab                | DE50 (2 Wo.)DE | — | — | UK12 Gold · (13 Wo.)UK | US69 (14 Wo.)US | Erstveröffentlichung: 14. November 1983 |
| 1985 | How to Be a … Zillionaire! | DE58 (4 Wo.)DE | — | — | UK28 (3 Wo.)UK | US30 (41 Wo.)US | Erstveröffentlichung: 14. Oktober 1985  |
| 1987 | Alphabet City              | DE20 (21 Wo.)DE | — | CH26 (3 Wo.)CH | UK7 Gold · (10 Wo.)UK | US48 (25 Wo.)US | Erstveröffentlichung: 7. Oktober 1987   |
| 1989 | Up                         | DE38 (10 Wo.)DE | — | — | UK58 (1 Wo.)UK | — | Erstveröffentlichung: 16. Oktober 1989  |
| 1991 | Abracadabra                | DE22 (10 Wo.)DE | AT39 (1 Wo.)AT | — | UK50 (1 Wo.)UK | — | Erstveröffentlichung: 12. August 1991   |
| 1997 | Skyscraping                | — | — | — | UK97 (1 Wo.)UK | — | Erstveröffentlichung: 24. März 1997     |
| 2008 | Traffic                    | — | — | — | — | — | Erstveröffentlichung: 28. April 2008    |
| 2016 | The Lexicon of Love II     | — | — | — | UK5 (7 Wo.)UK | — | Erstveröffentlichung: 27. Mai 2016      |

grau schraffiert: keine Chartdaten aus diesem Jahr verfügbar

### Livealben
- 1999: Lexicon of Live
- 2023: ABC – Lexicon of Love Live at Sheffield City Hall

### Kompilationen
| Jahr | Titel                               | Höchstplatzierung, Gesamtwochen, AuszeichnungChartplatzierungen (Jahr, Titel, Platzierungen, Wochen, Auszeichnungen, Anmerkungen) | Höchstplatzierung, Gesamtwochen, AuszeichnungChartplatzierungen (Jahr, Titel, Platzierungen, Wochen, Auszeichnungen, Anmerkungen) | Höchstplatzierung, Gesamtwochen, AuszeichnungChartplatzierungen (Jahr, Titel, Platzierungen, Wochen, Auszeichnungen, Anmerkungen) | Höchstplatzierung, Gesamtwochen, AuszeichnungChartplatzierungen (Jahr, Titel, Platzierungen, Wochen, Auszeichnungen, Anmerkungen) | Höchstplatzierung, Gesamtwochen, AuszeichnungChartplatzierungen (Jahr, Titel, Platzierungen, Wochen, Auszeichnungen, Anmerkungen) | Anmerkungen                           |
| Jahr | Titel                               | DE | AT | CH | UK | US | Anmerkungen                           |
| ---- | ----------------------------------- | --- | --- | --- | --- | --- | ------------------------------------- |
| 1990 | Absolutely                          | DE40 (10 Wo.)DE | — | — | UK7 Gold · (12 Wo.)UK | — | Erstveröffentlichung: 9. April 1990   |
| 2001 | Look of Love – The Very Best of ABC | — | — | — | UK69 Gold · (2 Wo.)UK | — | Erstveröffentlichung: 23. Juli 2001   |
| 2020 | The Essential                       | — | — | — | UK62 (1 Wo.)UK | — | Erstveröffentlichung: 9. Oktober 2020 |

Weitere Kompilationen
- 1988: The Suburbs of Alphabet City
- 1991: Fantastic Compositions (Box mit 4 CDs)
- 1991: Remixes and Others
- 1992: 1
- 1992: 2
- 1993: The Remix Collection
- 1993: Tears Are Not Enough
- 1994: Remix Collection
- 1996: The Collection
- 1997: ABC
- 1997: Master Series
- 1999: Classic ABC: The Universal Masters Collection
- 2000: The Best of ABC
- 2000: One Better World
- 2000: 20th Century Masters – The Millennium Collection: The Best of ABC
- 2000: Millennium Edition
- 2001: Hello! An Introduction to ABC
- 2002: Poison Arrow
- 2004: The Ultimate Collection (3 CDs)
- 2006: Gold
- 2007: Look of Love: The Very Best of ABC
- 2007: The Anthology
- 2007: Never More Than Now – The ABC Collection
- 2008: Worth It

### Singles
| Jahr | Titel Album                                        | Höchstplatzierung, Gesamtwochen, AuszeichnungChartplatzierungen (Jahr, Titel, Album, Platzierungen, Wochen, Auszeichnungen, Anmerkungen) | Höchstplatzierung, Gesamtwochen, AuszeichnungChartplatzierungen (Jahr, Titel, Album, Platzierungen, Wochen, Auszeichnungen, Anmerkungen) | Höchstplatzierung, Gesamtwochen, AuszeichnungChartplatzierungen (Jahr, Titel, Album, Platzierungen, Wochen, Auszeichnungen, Anmerkungen) | Höchstplatzierung, Gesamtwochen, AuszeichnungChartplatzierungen (Jahr, Titel, Album, Platzierungen, Wochen, Auszeichnungen, Anmerkungen) | Höchstplatzierung, Gesamtwochen, AuszeichnungChartplatzierungen (Jahr, Titel, Album, Platzierungen, Wochen, Auszeichnungen, Anmerkungen) | Anmerkungen                              |
| Jahr | Titel Album                                        | DE | AT | CH | UK | US | Anmerkungen                              |
| ---- | -------------------------------------------------- | --- | --- | --- | --- | --- | ---------------------------------------- |
| 1981 | Tears Are Not Enough The Lexicon of Love           | — | — | — | UK19 (8 Wo.)UK | — | Erstveröffentlichung: 16. Oktober 1981   |
| 1982 | Poison Arrow The Lexicon of Love                   | — | — | — | UK6 Silber · (11 Wo.)UK | US25 (15 Wo.)US | Erstveröffentlichung: 5. Februar 1982    |
| 1982 | The Look of Love The Lexicon of Love               | DE36 (15 Wo.)DE | — | — | UK4 Gold · (14 Wo.)UK | US18 (25 Wo.)US | Erstveröffentlichung: 3. Mai 1982        |
| 1982 | All of My Heart The Lexicon of Love                | DE67 (4 Wo.)DE | — | — | UK5 (8 Wo.)UK | — | Erstveröffentlichung: 22. August 1982    |
| 1983 | That Was Then but This Is Now Beauty Stab          | — | — | — | UK18 (4 Wo.)UK | US89 (3 Wo.)US | Erstveröffentlichung: 24. Oktober 1983   |
| 1984 | SOS Beauty Stab                                    | — | — | — | UK39 (5 Wo.)UK | — | Erstveröffentlichung: 9. Januar 1984     |
| 1984 | (How to Be A) Millionaire How to Be a Zillionaire! | — | — | — | UK49 (4 Wo.)UK | US20 (14 Wo.)US | Erstveröffentlichung: 29. Oktober 1984   |
| 1985 | Be Near Me How to Be a Zillionaire!                | — | — | — | UK26 (4 Wo.)UK | US9 (22 Wo.)US | Erstveröffentlichung: 25. März 1985      |
| 1985 | Vanity Kills How to Be a Zillionaire!              | — | — | — | UK70 (2 Wo.)UK | US91 (4 Wo.)US | Erstveröffentlichung: 3. Juni 1985       |
| 1986 | Ocean Blue How to Be a Zillionaire!                | — | — | — | UK51 (4 Wo.)UK | — | Erstveröffentlichung: 30. Dezember 1985  |
| 1987 | When Smokey Sings Alphabet City                    | DE52 (7 Wo.)DE | — | — | UK11 (10 Wo.)UK | US5 (19 Wo.)US | Erstveröffentlichung: 25. Mai 1987       |
| 1987 | The Night You Murdered Love Alphabet City          | DE20 (16 Wo.)DE | — | — | UK31 (8 Wo.)UK | — | Erstveröffentlichung: 23. August 1987    |
| 1987 | King Without a Crown Alphabet City                 | — | — | — | UK44 (3 Wo.)UK | — | Erstveröffentlichung: 16. November 1987  |
| 1989 | One Better World Up                                | DE51 (12 Wo.)DE | — | — | UK32 (4 Wo.)UK | — | Erstveröffentlichung: 15. Mai 1989       |
| 1989 | The Real Thing Up                                  | — | — | — | UK68 (2 Wo.)UK | — | Erstveröffentlichung: 11. September 1989 |
| 1990 | The Look of Love 1990 Mix Absolutely               | DE31 (10 Wo.)DE | — | — | UK68 (2 Wo.)UK | — | Erstveröffentlichung: 2. April 1990      |
| 1991 | Love Conquers All Abracadabra                      | DE36 (10 Wo.)DE | — | CH22 (2 Wo.)CH | UK47 (2 Wo.)UK | — | Erstveröffentlichung: 15. Juli 1991      |
| 1991 | Say It Abracadabra                                 | DE52 (14 Wo.)DE | — | — | UK42 (3 Wo.)UK | — | Erstveröffentlichung: 20. November 1991  |
| 1997 | Stranger Things Skyscraping                        | — | — | — | UK57 (1 Wo.)UK | — | Erstveröffentlichung: 10. März 1997      |
| 1997 | Skyscraping                                        | — | — | — | UK93 (1 Wo.)UK | — | Erstveröffentlichung: 5. Mai 1997        |

Weitere Singles
- 1982: Valentine’s Day
- 1997: Rolling Sevens
- 2001: Peace and Tranquillity
- 2005: Not Enough Tears (Rebel H. Stanley vs. ABC)
- 2008: Love Is Strong
- 2008: The Very First Time
- 2008: Ride
- 2015: High & Dry
- 2016: Viva Love
- 2016: The Flames Of Desire
- 2016: Ten Below Zero
- 2016: Christmas With Love
- 2020: Look Good Tonite

### Videoalben
- 1983: Mantrap
- 1990: Absolutely ABC: The Videos
- 2002: Made in Sheffield: The Birth of Electronic Pop (mit The Human League, Heaven 17, Cabaret Voltaire und Pulp)
- 2004: 20th Century Masters – The DVD Collection: The Best of ABC
- 2004: Absolutely DVD
- 2005: Classic ABC
- 2005: Tony Hadley vs Martin Fry & ABC
- 2007: Essential Videos

## Auszeichnungen für Musikverkäufe
| Goldene Schallplatte - Australien - 1982: für das Album The Lexicon of Love - Finnland - 1982: für das Album The Lexicon of Love - Kanada - 1982: für die Single The Look of Love - 1987: für das Album Alphabet City - Neuseeland - 1982: für die Single Poison Arrow | Platin-Schallplatte - Kanada - 1983: für das Album The Lexicon of Love - Neuseeland - 1982: für das Album The Lexicon of Love |

Anmerkung: Auszeichnungen in Ländern aus den Charttabellen bzw. Chartboxen sind in ebendiesen zu finden.
| Land/RegionAuszeichnungen für Musikverkäufe (Land/Region, Auszeichnungen, Verkäufe, Quellen) | Silber  | Gold       | Platin     | Verkäufe  | Quellen                   |
| -------------------------------------------------------------------------------------------- | ------- | ---------- | ---------- | --------- | ------------------------- |
| Australien (ARIA)                                                                            | —       | Gold1      | —          | 20.000    | Einzelnachweise           |
| Finnland (IFPI)                                                                              | —       | Gold1      | —          | 48.000    | ifpi.fi                   |
| Kanada (MC)                                                                                  | —       | 2× Gold2   | Platin1    | 200.000   | musiccanada.com           |
| Neuseeland (RMNZ)                                                                            | —       | Gold1      | Platin1    | 25.000    | aotearoamusiccharts.co.nz |
| Vereinigte Staaten (RIAA)                                                                    | —       | Gold1      | —          | 500.000   | riaa.com                  |
| Vereinigtes Königreich (BPI)                                                                 | Silber1 | 5× Gold5   | Platin1    | 1.350.000 | bpi.co.uk                 |
| Insgesamt                                                                                    | Silber1 | 11× Gold11 | 3× Platin3 |           |                           |

## Belege
1. 1 2 3  Chartquellen: DE AT CH UK US
2. ↑  The Billboard Albums von Joel Whitburn, 6th Edition, Record Research 2006, ISBN 0-89820-166-7.
3. ↑  David Kent: Kent Music Report No. 453. Kent Music Report via Imgur, 28. Februar 1983, abgerufen am 30. Dezember 2021 (englisch).
4. ↑  Dean Scapolo: The Complete New Zealand Music Charts: 1966 – 2006. Maurienne House, 2007, ISBN 978-1-877443-00-8 (englisch).